# Towards Immortality
Towards Immortality är en split-CD med Barad Dür och Dark Fortress, utgiven 1997.

## Låtlista
Dark Fortress:
1. "The Cryptic Winterforest"
2. "Towards Immortality"

Barad Dür:
1. "Nächtlicher Wald"
2. "Krieg"
3. "Ausklang"